# Thaumastognathia metaphone
Thaumastognathia metaphone är en kräftdjursart som beskrevs av Cohen och Gary C.B. Poore 1994. Thaumastognathia metaphone ingår i släktet Thaumastognathia och familjen Gnathiidae. Inga underarter finns listade i Catalogue of Life.